# Argoños
Argoños ist eine Gemeinde in der spanischen Autonomen Region Kantabrien. Sie ist ein Ort von großem ökologischen Wert, da er Teil des Naturparks der Sümpfe von Santoña, Victoria und Joyel ist, die eine Verbindung zwischen der Gemeinde und dem Kantabrischen Meer darstellen. Diese Eigenschaft, zusammen mit der Nähe zu den Stränden von Santoña sowie denen von Noja, hat zu wachsendem Tourismus geführt.

## Orte
- Ancillo
- Argoños (Hauptstadt)
- Cerecedas
- Santiuste

## Bevölkerungsentwicklung
| 1842 | 1900 | 1950 | 1981 | 1991 | 2001 | 2011 |
| ---- | ---- | ---- | ---- | ---- | ---- | ---- |
| 417  | 520  | 827  | 587  | 647  | 1035 | 1699 |